# Protilema humeridens
Protilema humeridens là một loài bọ cánh cứng trong họ Cerambycidae.